# Трчков Грич
Трчков Грич (словен. Trčkov Grič) — поселення в общині Врхника, Осреднєсловенський регіон, Словенія. 
Висота над рівнем моря: 463,7 м.